# 磁共振顯微術
磁共振顯微術(Magnetic Resonance Microscopy, MRM, µMRI)是著重於觀察微觀物品之磁共振成像(MRI)。嚴格的定義是體素解像度比100立方微米更精確的磁共振成像術。

## 磁共振顯微術與磁共振成像的差異
- 解像度：一部一般醫療用磁共振儀的解像度約為1立方毫米；磁共振顯微鏡的解像度為100微米或更小。

- 樣本大小：醫療用磁共振儀的樣本是病人；磁共振顯微鏡的樣本一般小於1立方厘米。

- 信雜比(信號或訊號與雜訊的比值)：磁共振顯微術比起磁振造影的信號雜訊比差得許多。